# Scott County (Kansas)
Scott County is een county in de Amerikaanse staat Kansas.
De county heeft een landoppervlakte van 1.858 km² en telt 5.120 inwoners (volkstelling 2000). De hoofdplaats is Scott City.